# Alos-Sibas
Pour les articles homonymes, voir Alos et Sibas.
Ancienne commune des Pyrénées-Atlantiques, la commune d'Alos-Sibas a existé de 1843 à 1859.
Elle a été créée le 23 octobre 1843 par la réunion des communes d'Alos et de Sibas. En 1859 elle a fusionné avec une partie de la commune d'Abense-de-Haut pour former la nouvelle commune d'Alos-Sibas-Abense.

## Géographie

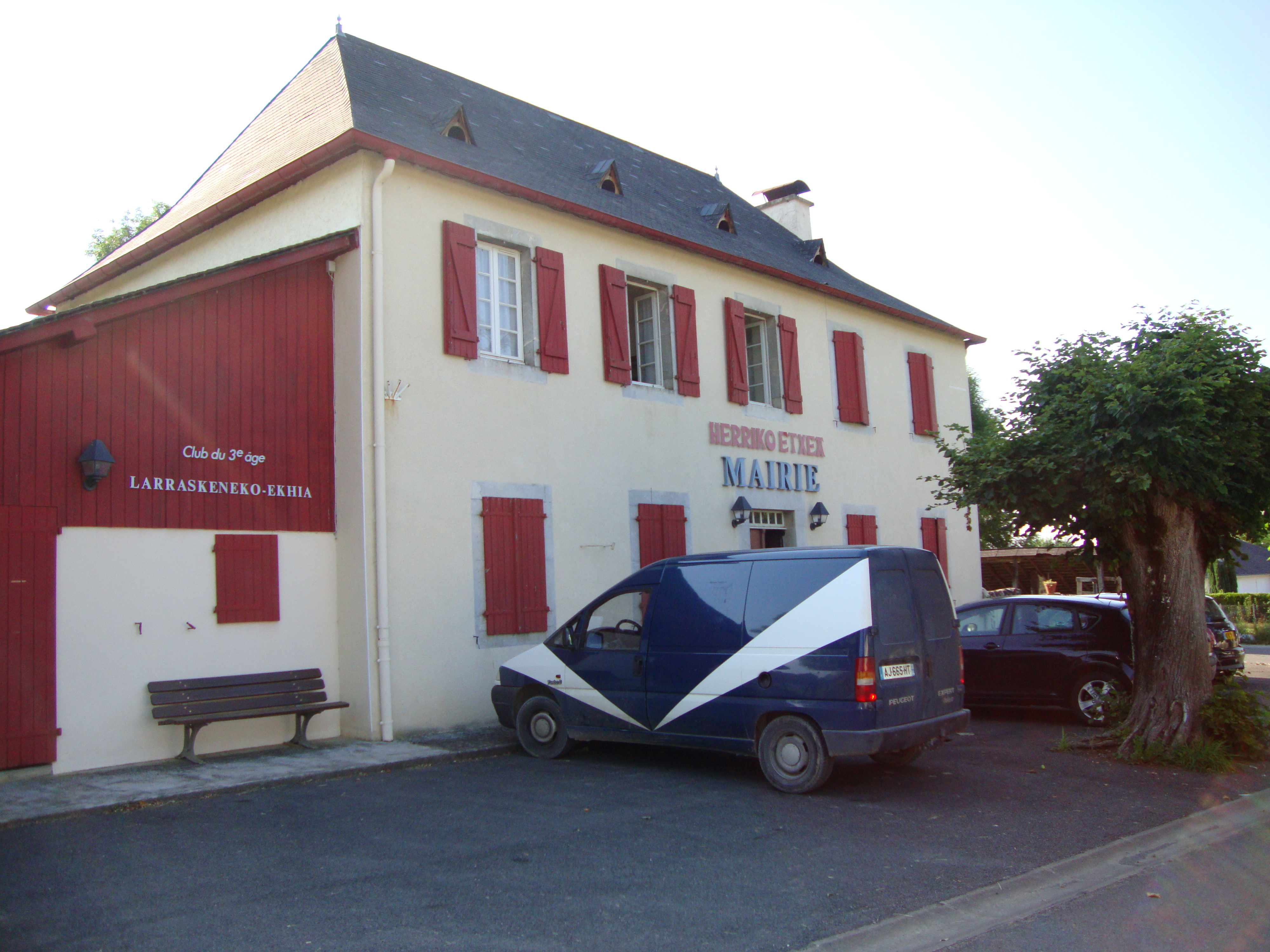
La mairie à Alos

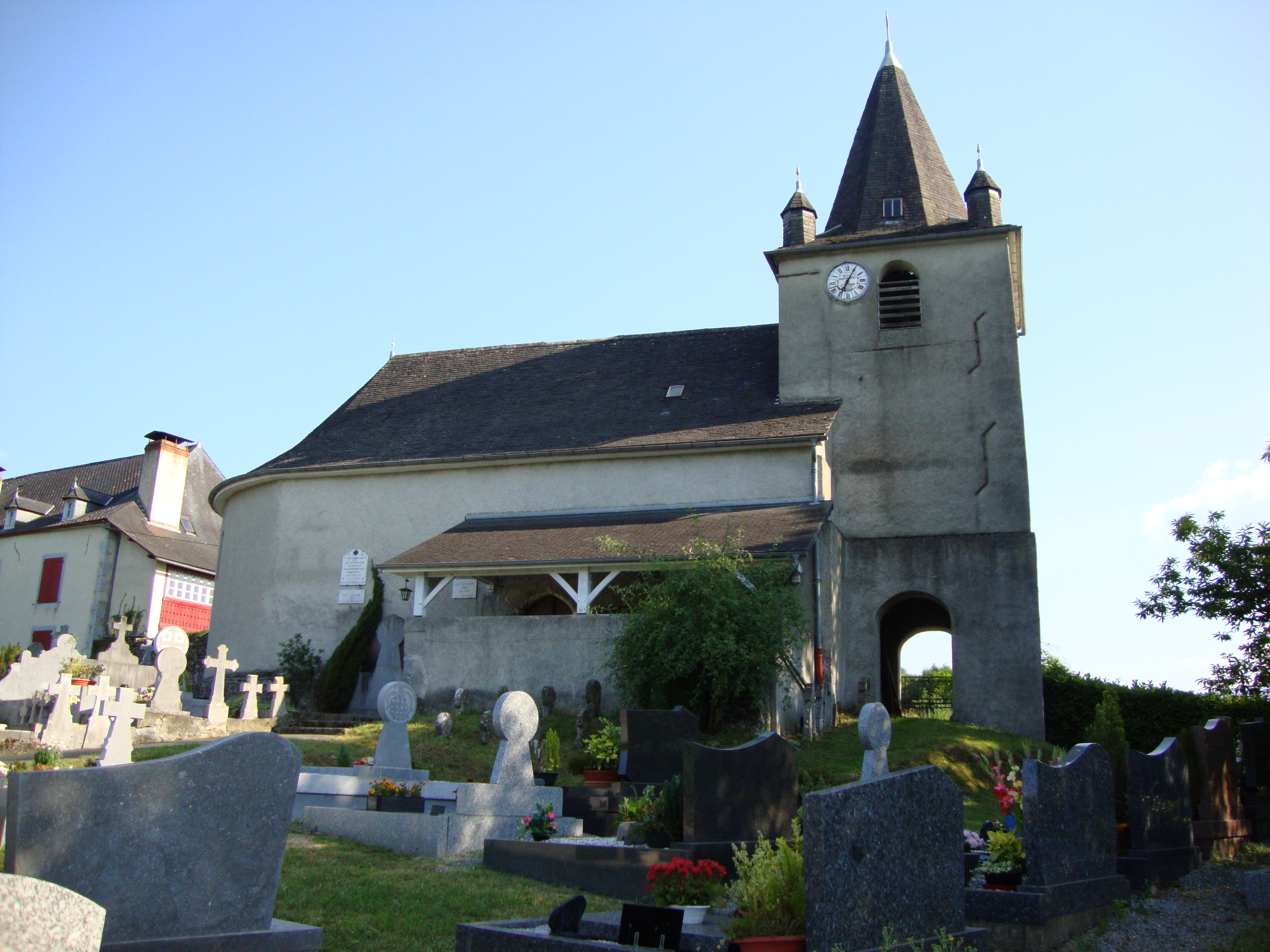
L'église d'Alos

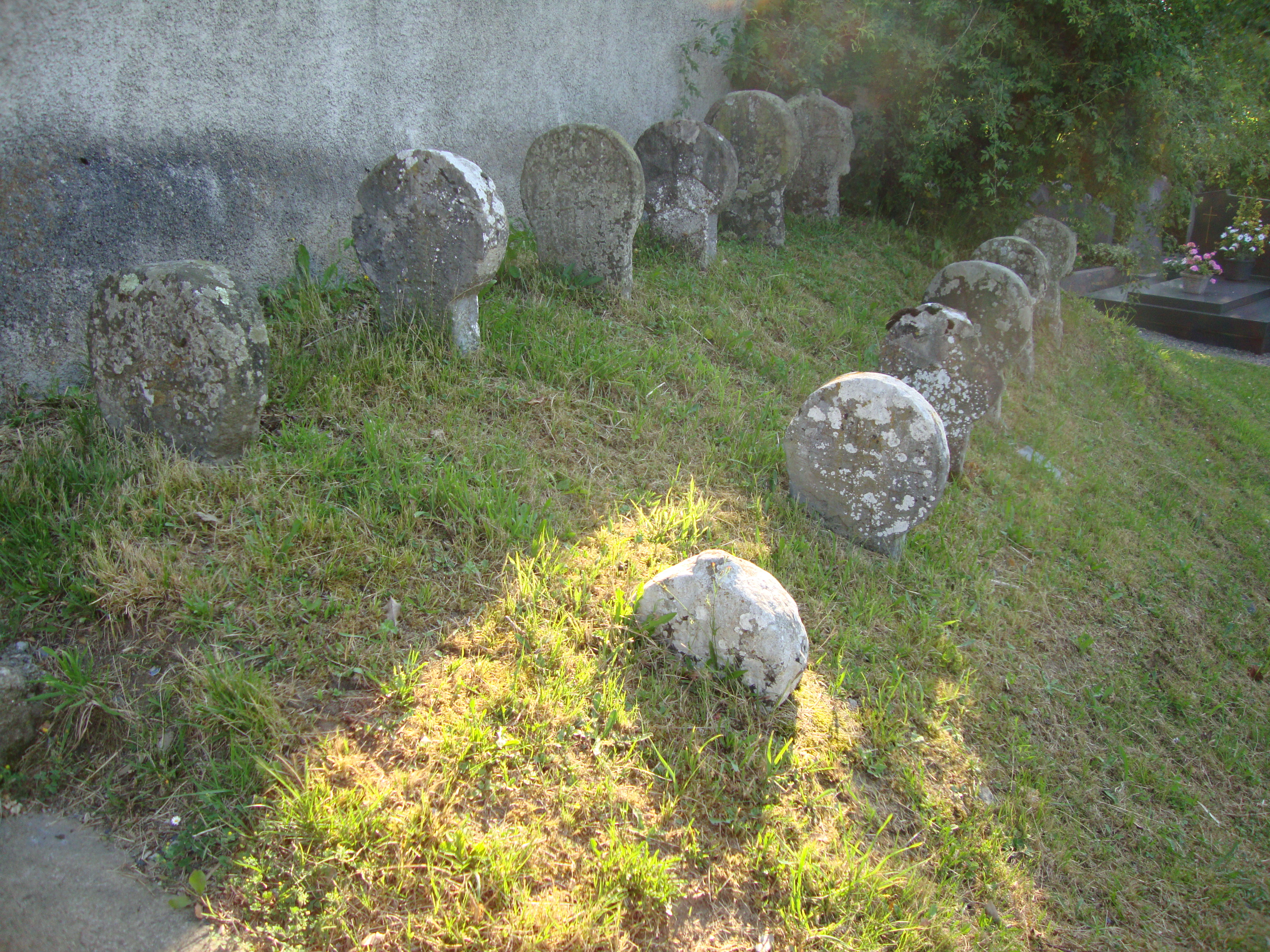
Vieilles stèles basques à Alos

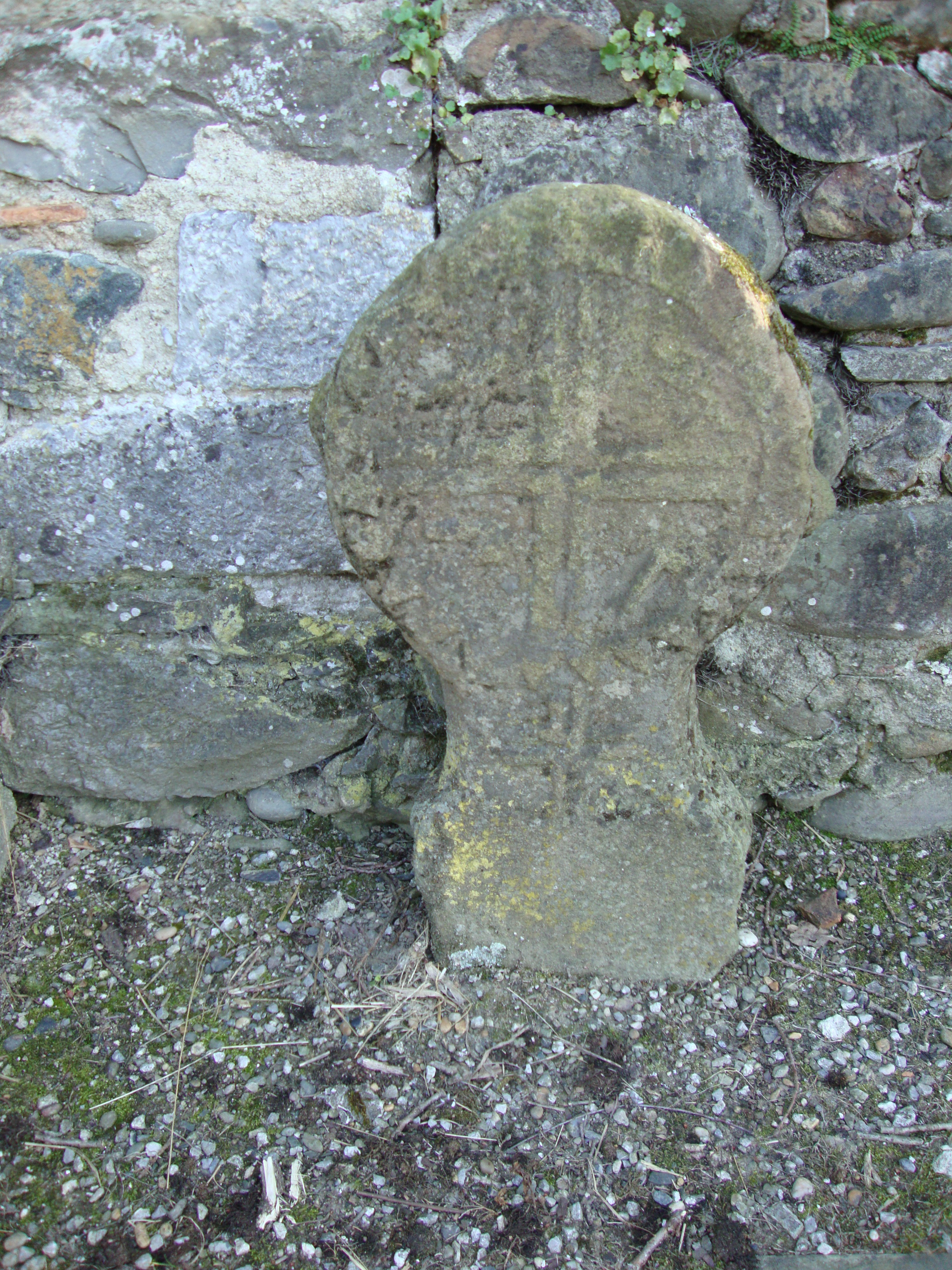
Vieille stèle basque à Sibas

Le village fait partie de la Soule.

## Toponymie
Le toponyme Alos est mentionné en 1375 dans les contrats de Luntz et en 1405 dans les rôles gascons (Alos in terra de Soule). Son nom basque est Aloze.
Le toponyme Sibas apparaît sous les formes 
Sivas (1178, collection Duchesne volume CXIV), et 
Sent-Martin de Sibas (1520, coutume de Soule). Son nom basque est Ciborotce.
Domec est un fief d’Alos-Sibas, dans le hameau de Sibas. Il est mentionné en 1385 (collection Duchesne volume CXIV). Le fief dépendait de la vicomté de Soule et son titulaire comptait parmi les dix potestats de cette province.

## Administration

### Avant 1843
Alos
| Période | Période | Identité          | Étiquette | Qualité |
| ------- | ------- | ----------------- | --------- | ------- |
| 1796    | 1798    | Alexis Carriquert |           |         |
| 1798    | 1799    | Pierre Queheille  |           |         |
| 1799    | 1798    | Jean Bastereche   |           |         |
| 1824    | 1836    | Jean d'Arthex     |           |         |
| 1836    | 1845    | Arnaud Sallabert  |           |         |

Sibas
| Période | Période | Identité                       | Étiquette | Qualité |
| ------- | ------- | ------------------------------ | --------- | ------- |
| 1795    | 1798    | Jean Carrique                  |           |         |
| 1798    | 1808    | Philippe Etchart               |           |         |
| 1808    | 1813    | Jean Harritchague              |           |         |
| 1813    | 1825    | Jean Carrique                  |           |         |
| 1825    | 1832    | Jean-Pierre d'Arthez-Lassalle  |           |         |
| 1832    | 1845    | Dominique Erbin dit Etchecopar |           |         |

### Avant 1859
Alos-Sibas
| Période | Période | Identité          | Étiquette | Qualité |
| ------- | ------- | ----------------- | --------- | ------- |
| 1845    | 1847    | Arnaud Sallabert  |           |         |
| 1847    | 1859    | Jules Basterreche |           |         |

## Démographie
| 1846 | 1851 | 1856 |
| ---- | ---- | ---- |
| 354  | 316  | 646  |